# Ніколас Брейді
Ні́колас Фредерік Бре́йді (англ. Nicholas Frederick Brady; нар. 11 квітня 1930, Нью-Йорк) — американський бізнесмен і політик-республіканець, Міністр фінансів США з 1988 по 1993.

## Біографія
У 1952 році він отримав ступінь бакалавра в Єльському університеті, а у 1954 — ступінь MBA у Гарвардській школі бізнесу.
Брейді довго працював у банківському секторі, зокрема, у Dillon, Read and Company, Inc., де він пізніше став головою ради директорів. Був призначений до Сенату США у 1982 році, після відходу сенатора від Нью-Джерсі Гаррісона А. Вільямса. У 1984 році президент Рональд Рейган призначає Брейді головою Президентської комісії. Протягом 1983 Ніколас Брейді працював у складі Комісій зі Збройних сил, безпеки та економічної підтримки, і з питань Центральної Америки.
У 1994 році Брейді засновує інвестиційний фонд Darby Overseas Investments, Ltd. Він також був піклувальником Рокфеллерівського університету у Нью-Йорку. Бреді є членом Ради з міжнародних відносин.